# Trimma anthrenum
Trimma anthrenum és una espècie de peix de la família dels gòbids i de l'ordre dels perciformes.

## Morfologia
- Els mascles poden assolir 2 cm de longitud total i les femelles 1,97.[3]

## Hàbitat
És un peix marí de clima tropical i associat als esculls de corall fins als 5-76 m de fondària.

## Distribució geogràfica
Es troba a Fiji i Tonga.